# سيانات البوتاسيوم
 سيانات البوتاسيوم  مركب كيميائي له الصيغة KOCN ، ويكون على شكل مسحوق بلوري أبيض .وهو ملح البوتاسيوم لـحمض السيانيك.

## التحضير
يحضر مركب سيانات البوتاسيوم من أكسدة سيانيد البوتاسيوم بأكسجين الهواء
{\displaystyle \mathrm {2\ KCN+\ O_{2}\longrightarrow \ 2\ KOCN} }
أو بتفاعله مع أحد المؤكسدات القوية مثل أكسيد الرصاص الرباعي أو ثنائي كرومات البوتاسيوم.
كما يتم التحضير من التفاعل بين اليوريا وكربونات البوتاسيوم:
{\displaystyle \mathrm {2\ CO(NH_{2})_{2}+\ K_{2}CO_{3}\longrightarrow \ 2\ KOCN+2\ NH_{3}+\ CO_{2}+\ H_{2}O} }

## الخواص
- انحلالية مركب سيانات البوتاسيوم جيدة في الماء، حوالي 750 غ/ل. لكنه لا ينحل في الإيثانول.
- يؤدي التسخين فوق 700° درجة مئوية إلى تفكك المركب إلى كل من سيانيد البوتاسيوم والأكسجين.
- تتحلمه محاليل مركب سيانات البوتاسيوم تدريجياً لتعطي مركب كربونات الأمونيوم.

## الاستخدامات
- يستخدم مركب سيانات البوتاسيوم كمبيد عشبي.
- يستخدم بكثرة في الاصطناع العضوي حيث يتفاعل مع الأمينات مثلا لتطويل السلسة الكربونية وتشكيل مركبات حلقية.

## السلامة
مركب سيانات البوتاسيوم ضار بالصحة، يجب الحذر عند التعامل به.

## اقرأأيضا
- يوريا
- سيانات الفضة
- سيانات الأمونيوم